# Katedrala sv. Nikole u Českim Budějovicama
Katedrala sv. Nikole je rimokatolička katedrala koja se nalazi u gradu České Budějovice u Češkoj.

## Povijest
Kamen temeljac župne crkve u Českim Budějovicama je postavljen oko 1265., nedugo nakon osnivanja grada. Crkva svetog Nikole posvećena je 1297. godine, iako je još uvijek nedovršena u to vrijeme. Do završetka glavne građevine vjerojatno je došlo negdje oko sredine 14. stoljeća. Izvorna gotička crkva je oštećena u požaru i popravljena je u godinama od 1513. do 1518. Crkva je značajno obnavljana nekoliko puta. Tijekom 16. stoljeća crkva je dobila novi zvonik nazvan "Crni toranj". U 17. stoljeću, crkva je obnovljena i dobila sadašnji barokni izgled. Crkva ima trostruki jednobrodni izgled s interijerom 18. stoljeća. Godine 1785. unutrašnjost je obnovljen kada je crkva uzdignuta na rang katedrale zbog stvaranja biskupije České Budějovice.
Groblje se nalazilo pokraj crkve i bilo je u upotrebi od srednjeg vijeka do 1784. godine, kada je dekretom Josip II. zabranio daljnje ukope. Između 1969. i 1971. dogodile su se interne prilagodbe u katedrali u cilju poboljšanja liturgijskog prostora nakon promjena tijekom Drugoga vatikanskog koncila.